# (2228) Soyuz-Apollo
(2228) Soyuz-Apollo (1977 OH; 1933 SK1; 1952 DT1; 1963 DD; 1973 YN3) ist ein Asteroid des äußeren Hauptgürtels, der am 19. Juli 1977 vom russischen Astronomen Nikolai Stepanowitsch Tschernych am Krim-Observatorium in Nautschnyj (IAU-Code 095) entdeckt wurde. Der Asteroid gehört zur Themis-Familie, einer Gruppe von Asteroiden, die nach (24) Themis benannt sind.

## Benennung
(2228) Soyuz-Apollo wurde nach dem 1975 durchgeführten Apollo-Sojus-Test-Projekt – der ersten US-amerikanisch-sowjetischen Raumfahrtkooperation – benannt.